# Бабугент
Бабуге́нт (карач.-балк. Бабугент) — село в Черекском районе Кабардино-Балкарской Республики. 
Образует муниципальное образование «сельское поселение Бабугент», как единственный населённый пункт в его составе.

## География
Село расположено в центральной части Черекского района, у места слияния рек Черек-Балкарский и Черек-Безенгийский в реку Черек. Находится в 5 км к югу от районного центра Кашхатау и в 45 км от города Нальчик. Через село проходит автотрасса Р291 «Урвань-Уштулу». 
Площадь территории сельского поселения составляет — 29,50 км2. Большую часть площади поселения занимают нагорные пастбища и сельхозугодья.
Граничит с землями населённых пунктов: Верхняя Балкария на юге, Карасу на западе, Кашхатау на севере и Жемтала на северо-востоке. 
Населённый пункт расположен в переходной от предгорной в горную зоне республики. Селение с трёх сторон окружён Лесистым хребтом и его отрогами. Средние высоты составляют 866 метров над уровнем моря. Местность богата флорой и фауной. В лесах обитают медведь, лисы, волки, дикие кабаны, косули, кавказский тетерев и др. При сельской местности имеются запасы почвы, пригодные для производства кирпича, черепицы.
Гидрографическая сеть представлена рекой Черек и его двумя истоками — Черек-Балкарский и Черек-Безенгиевский, которые сливаются у северной окраины села. Также в пределах сельского поселения в Черек впадают реки — Кыркала, Карасу и Экенцоко. Вдоль северной и восточной части села тянется Черекское водохранилище. К югу от села расположены знаменитые в республике Голубые озёра, которые состоят из 5 карстовых озёр. Имеются также сероводородные источники.
Климат влажный умеренный, с тёплым летом и прохладной зимой. Среднегодовая температура воздуха составляет около +8,5°С, и колеблется от средних +19,5°С в июле до средних -3,5°С в январе. Первые заморозки наблюдаются в середине октября, последние в апреле. Среднегодовое количество осадков составляет около 850 мм. Основное количество осадков выпадает в период с мая по июль. Весной при резких перепадах температуры с гор дуют сильные ветры.

## История
Современное поселение было основано в XIX веке балкарскими таубиями (дворянами) Айдоболовыми и Занхотовыми, которые и стали владельцами окрестных лесов и земель. 
В 1913 году в Бабугенте вспыхнуло крестьянское восстание, перекинувшееся впоследствии во все балкарские аулы обоих ущелий реки Черек. Причиной восстания было беспредельное владение дворянами лесами и землями на территории ущелий. Восстание было утихомирено лишь несколько недель спустя.
В начале 1920-х годов в селе были построены лесозаготовительные цехи, поспособствовавшие быстрому росту населения села. 
В 1935 году село было включено в состав новообразованного Хуламо-Безенгиевского района. 
В 1944 году с депортацией балкарцев в Среднюю Азию, Хуламо-Безенгиевский район был упразднён, а населённый пункт переименован в село Черек и включён в состав новообразованного Советского района. 
В 1957 году решением Верховного Совета СССР балкарцы были реабилитированы и им было разрешено вернуться в свои прежние места проживания.
В 1959 году указом Президиума Верховного Совета РСФСР селение Черек был обратно переименован в Бабугент.
В 1992 году Бабугентский сельский совет был реорганизован и преобразован в Бабугентскую сельскую администрацию. В 2005 году Бабугентская сельская администрация была преобразована в муниципальное образование, со статусом сельского поселения.

## Население
| 2002  | 2010  | 2012  | 2013  | 2014  | 2015  | 2016  |
| ----- | ----- | ----- | ----- | ----- | ----- | ----- |
| 2893  | ↗3408 | ↗3437 | ↗3471 | ↗3509 | ↗3543 | ↗3578 |
| 2017  | 2018  | 2019  | 2020  | 2021  | 2023  | 2024  |
| ↗3592 | ↗3611 | ↗3647 | ↘3640 | ↗3897 | ↗3909 | ↗3935 |
| 2025  |       |       |       |       |       |       |
| ↗3971 |       |       |       |       |       |       |

Плотность — 134.61 чел./км2.
Национальный состав
По данным Всероссийской переписи населения 2010 года:
| Народ      | Численность, чел. | Доля от всего населения, % |
| ---------- | ----------------- | -------------------------- |
| балкарцы   | 3 323             | 97,5 %                     |
| русские    | 29                | 0,9 %                      |
| другие     | 26                | 0,8 %                      |
| не указали | 30                | 0,9 %                      |
| всего      | 3 408             | 100 %                      |

По данным Всероссийской переписи 2021 года:
| Народ               | Численность, чел. | Доля от всего населения, % |
| ------------------- | ----------------- | -------------------------- |
| балкарцы            | 3 817             | 97,94 %                    |
| кабардинцы          | 32                | 0,82 %                     |
| русские             | 26                | 0,66 %                     |
| другие / не указано | 22                | 0,56 %                     |
| всего               | 3 897             | 100,0 %                    |

Поло-возрастной состав
По данным Всероссийской переписи населения 2010 года:
| Возраст     | Мужчины, чел. | Женщины, чел. | Общая численность, чел. | Доля от всего населения, % |
| ----------- | ------------- | ------------- | ----------------------- | -------------------------- |
| 0 — 14 лет  | 365           | 343           | 708                     | 20,8 %                     |
| 15 — 59 лет | 1 103         | 1 198         | 2 301                   | 67,5 %                     |
| от 60 лет   | 153           | 246           | 399                     | 11,7 %                     |
| Всего       | 1 621         | 1 787         | 3 408                   | 100,0 %                    |

Мужчины — 1 621 чел. (47,6 %). Женщины — 1 787 чел. (52,4 %). 
Средний возраст населения — 33,6 лет. Медианный возраст населения — 30,6 лет.
Средний возраст мужчин — 31,9 лет. Медианный возраст мужчин — 29,7 лет.
Средний возраст женщин — 35,1 лет. Медианный возраст женщин — 31,4 лет.

## Местное самоуправление
Администрация сельского поселения Бабугент — с. Бабугент, ул. Мокаева, 34.
Структуру органов местного самоуправления сельского поселения составляют:
- Исполнительно-распорядительный орган — Местная администрация сельского поселения Бабугент. Состоит из 6 человек.
  - Глава администрации сельского поселения — Жангуразов Рамазан Тахирович.
- Представительный орган — Совет местного самоуправления сельского поселения Бабугент. Состоит из 13 депутатов, избираемых на 5 лет.

## Образование
- МКОУ Средняя общеобразовательная школа — ул. Школьная, 31.
- Начальная школа Детский сад «Назычыкъ» — ул. Школьная, 31 А.
- Дошкольное учреждение «Чинарик» — ул. Мечиева, 74.
- ГБОУ «Кадетская школа-интернат №2» Минобрнауки КБР — б/н.

## Здравоохранение
- Участковая больница — ул. Мечиева, 89.

## Культура
- Дом культуры

Общественно-политические организации: 
- Совет старейшин
- Совет ветеранов труда

## Религия
- Сельская мечеть — ул. Мокаева, 9.

## Экономика
Основу экономики села составляет сельское хозяйство. Развито животноводство, в особенности разведение овец и баранов. Из-за сильной пересеченности рельефа растениеводство развито слабо. На некоторых участках сельского поселения ведется лесозаготовка.
На территории села расположены два предприятия районного значения: СХП «Голубое озеро» и ООО «Черекский леспромхоз»
Благодаря близости знаменитых в республике Голубых озёр, важную роль в экономике села играет туризм. Во времена СССР на территории сельского поселения действовала турбаза «Голубые озёра», где отдыхали гости со всех уголков СССР. Ныне турбаза закрыта.
В летнее время на территории Голубых озёр действуют детские лагеря. Функционирует дайвинг-центр для погружения аквалангистов в Голубое озеро.

## Улицы
На территории села зарегистрировано 16 улиц :

| Аттасауова |
| Башиева    |
| Бозиева    |
| Зелёная    |
| Казиева    |
| Кашежевой  |

| Ксанаева |
| Мечиева  |
| Мокаева  |
| Османова |
| Садовая  |

| Тогузаева |
| Туменова  |
| Ульбашева |
| Чочуева   |
| Школьная  |

## Известные уроженцы
- Туменов Альберт Хусейнович — российский боец смешанных единоборств.